# Epipristis viridans
Epipristis viridans är en fjärilsart som beskrevs av Louis Beethoven Prout 1916. Epipristis viridans ingår i släktet Epipristis och familjen mätare. Inga underarter finns listade i Catalogue of Life.